# Carbondale, Kansas
Carbondale är en ort i Osage County i Kansas. Vid 2020 års folkräkning hade Carbondale 1 352 invånare.

## Kända personer från Carbondale
- Barnum Brown, paleontolog